# Herbert Stübner
Herbert Stübner (* 1903 in Hohenstein-Ernstthal; † 1962) war ein deutscher Maler und Grafiker.

## Leben und Werk
Stübner war der Sohn eines Hohenstein-Ernstthaler Musterzeichners, und er erlernt ebenfalls diesen Beruf. Er wandte sich jedoch bald der bildenden Kunst zu, besuchte die Staatliche Akademie für Kunstgewerbe Dresden und studierte danach ab 1927 Malerei bei Angelo Jank an der Akademie der Bildenden Künste München. Ab 1930 arbeitete er als freischaffender Maler in Hohenstein-Ernstthal. Dabei schuf er auch gebrauchsgrafische Arbeiten wie 1934 ein Plakat für ein Bergfest. In der Zeit des Nationalsozialismus war Stübner obligatorisch Mitglied der Reichskammer der bildenden Künste. Er wurde 1940 zur Wehrmacht eingezogen und nahm am Zweiten Weltkrieg teil. Nach der Entlassung aus der Kriegsgefangenschaft arbeitete er wieder freischaffend in Hohenstein-Ernstthal, wo er in der Karl-May-Straße 21 wohnte.

## Ausstellungen (unvollständig)
- 1934: Dresden, Brühlsche Terrasse („Sächsische Kunstausstellung“)
- 1935: Duisburg, Städtische Kunstsammlungen („Maler sehen Deutschland. Ausstellung junger deutscher Landschaftsmaler“)
- 1946: Glauchau, Stadt- und Heimatmuseum (Pfingstausstellung mit Louis Lejeune)[4]